# Aralia chinensis
Aralia chinensis är en araliaväxtart som beskrevs av Carolus Linnaeus. Aralia chinensis ingår i släktet Aralia och familjen Araliaceae.

## Underarter
Arten delas in i följande underarter:
- A. c. chinensis
- A. c. longibractea

## Bildgalleri

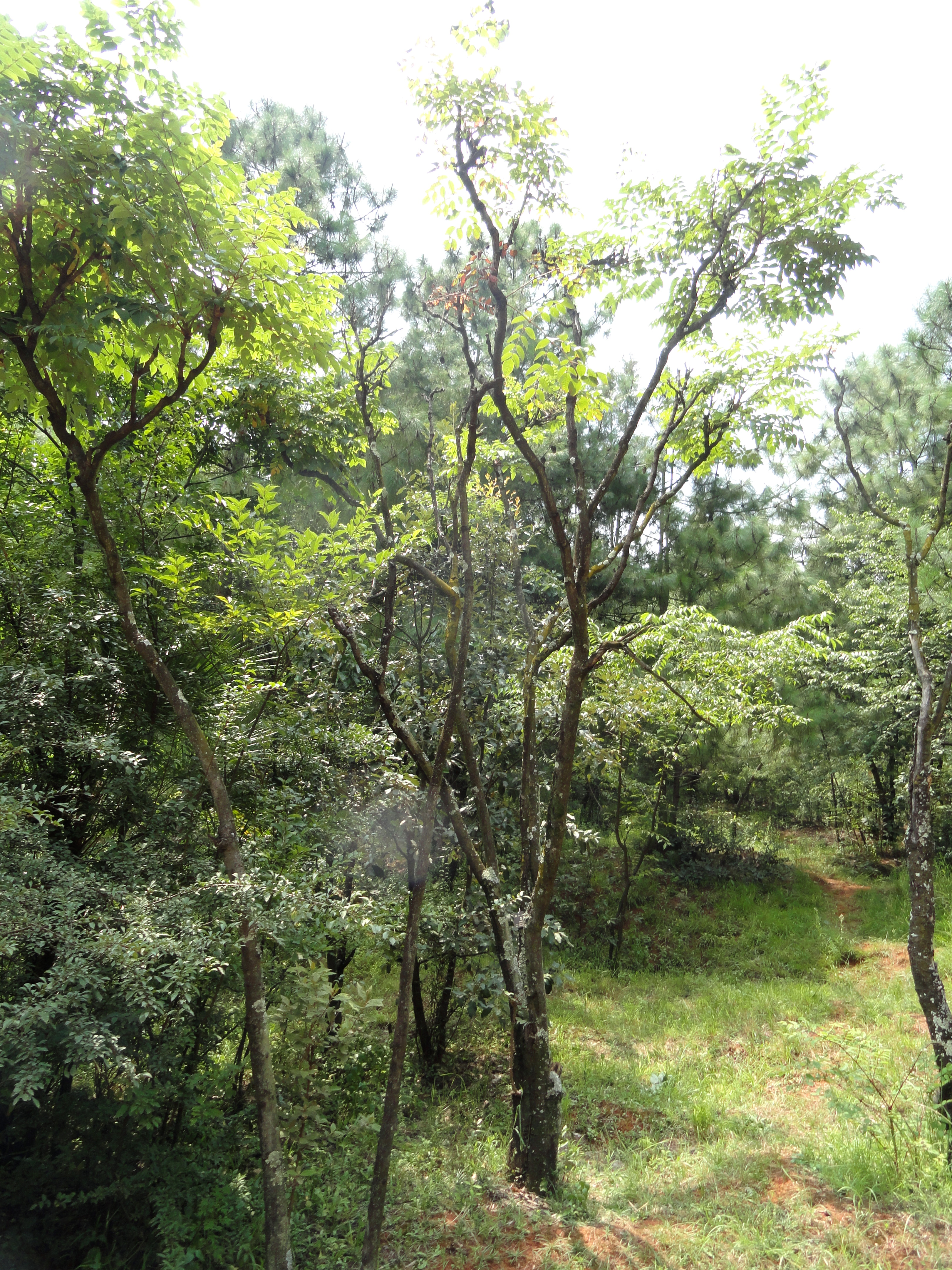